# Gabriel Mora
Gabriel Mora i Arana, né à Castellar del Vallès le 13 septembre 1925 et mort à Manrèse le 25 novembre 2014, est un écrivain, mécanicien et vendeur catalan nommé en 1975 et en 1990 au Mestre en Gai Saber très actif dans le mouvement espérantiste.

## Prix
- Ciutat de Barcelona de poesia, 1971: Amb la mà esquerra
- Vila de Perpinyà, 1972: Roses a Psique
- Vila de Vallirana-Josep M. López Picó de poesia, 1975: Cercant aurores
- Flor Natural als Jocs Florals de Barcelona, 1977: Plenitud intacta
- Ciutat de Reus de poesia, 1985: Renou de mites
- Ciutat d'Olot-Guerau de Liost de poesia i prosa poètica, 1989: Innovació dels orígens
- Viola d'Or i Argent als Jocs Florals de Barcelona, 1990: Procés obert

## Œuvre
- El poemari "Gènesi" a l'obra Tharrats, obra gràfica 1957-1990 (B: Parsifal, 1990)
- Calidoscopi de sol i de celístia. Manresa: Obra Cultural de la Caixa de Manresa, 1980
- Foc d'arrels. 1983.  (ISBN 84-300-8853-9).
- Renou de mites. Barcelone, Edicions del Mall, 1986.
- Innovació dels orígens. Barcelone, Columna, 1990.  (ISBN 84-7809-147-5).

### Traductions
- « Pri la kataluna soci-realisma poezio ». Literatura Foiro, août 1988.
- Salvador Espriu, Tombejo de Sinera. Sabadell, Association catalane d'espéranto (eo), 1989.